# Let Go (album của Avril Lavigne)
Let Go là album phòng thu đầu tay của ca sĩ kiêm nhạc sĩ sáng tác bài hát người Canada Avril Lavigne, do Arista Records phát hành vào ngày 4 tháng 6 năm 2002. Giới phê bình mô tả Let Go là một album pop-punk và alternative rock với âm hưởng mang phong cách grunge. Album đã bán được hơn 16 triệu bản trên toàn thế giới, trở thành album bán chạy nhất trong sự nghiệp của Lavigne cho đến nay và là album bán chạy nhất thế kỷ 21 của một nghệ sĩ Canada.
Khi mới ra mắt, Let Go nhận được nhiều đánh giá tích cực từ các nhà phê bình âm nhạc. Album được ghi nhận là đĩa nhạc pop đầu tay ấn tượng nhất năm 2002. Theo Billboard, đây là album bán chạy thứ 21 của thập niên đó. Album được chứng nhận 7 đĩa Bạch kim bởi Hiệp hội Công nghiệp Ghi âm Hoa Kỳ (RIAA) và đạt chứng nhận Kim cương tại Canada. Let Go cũng đạt chứng nhận đa Bạch kim ở nhiều quốc gia, bao gồm Anh Quốc – nơi Lavigne trở thành nữ nghệ sĩ solo trẻ tuổi nhất có album đứng đầu bảng xếp hạng. Album tiếp tục được quảng bá thông qua chuyến lưu diễn Try to Shut Me Up Tour từ tháng 12 năm 2002 đến tháng 6 năm 2003. Album cùng các đĩa đơn của nó đã mang về cho Lavigne 8 đề cử giải Grammy, bao gồm Nghệ sĩ mới xuất sắc nhất, hai lần đề cử Bài hát của năm và Album giọng pop xuất sắc nhất.
Let Go vừa được coi là một trong những album có ảnh hưởng nhất đầu thập niên 2000, vừa góp phần đưa pop-punk vào dòng nhạc chủ đạo và thúc đẩy sự nổi lên của các nghệ sĩ pop-punk nữ cũng như nữ ca sĩ kiêm nhạc sĩ, đánh dấu sự chuyển dịch khỏi phong cách bubblegum pop thống trị thời kỳ đó. Trong một cuộc bình chọn của độc giả Rolling Stone, Let Go được xếp thứ 4 trong danh sách album hay nhất thập niên 2000. Ngày 18 tháng 3 năm 2013, Let Go được tái phát hành dưới dạng bộ đôi cùng album phòng thu thứ hai của cô, Under My Skin – vốn thuộc sở hữu của hãng RCA Records.

## Hoàn cảnh ra đời
Tháng 11 năm 2000, Ken Krongard (đại diện bộ phận tìm kiếm và quản lý nghệ sĩ - A&R) đã mời Antonio "L.A." Reid (giám đốc hãng Arista Records lúc ấy) tới phòng thu của nhà sản xuất Peter Zizzo ở Manhattan để nghe Lavigne trình bày. Buổi thử giọng kéo dài 15 phút của Lavigne làm Reid "quá đỗi ấn tượng" đến mức anh ngay lập tức ký hợp đồng để cô về dưới trướng Arista, với giá trị 1,9 triệu đô la Mỹ (USD) cho hai album cùng khoản tiền ứng trước 900.000 USD để sáng tác nhạc. Thời điểm đó, Lavigne nhận ra mình rất hợp với nhóm bạn trượt ván tại trường cấp ba ở quê nhà - hình ảnh ấy sau này được truyền tải qua album đầu tiên của cô. Dù yêu thích trượt ván, cô lại cảm thấy bất an khi ở trường. Được trang bị hợp đồng thu âm, Lavigne quyết định bỏ học để tập trung cho sự nghiệp âm nhạc. Tuy nhiên, cô vẫn phải thông báo quyết định này với bố mẹ: "Tôi không thể từ chối [hợp đồng thu âm]. Đây là ước mơ cả đời tôi. Họ hiểu tôi khao khát điều này đến mức nào và bao nhiêu công sức tôi đã bỏ ra."
Lavigne chuyển đến Los Angeles để cộng tác với nhạc sĩ sáng tác và nhà sản xuất Clif Magness. Anh đã trao cho cô toàn quyền sáng tạo trong quá trình viết nhạc. Lavigne và Magness cùng sáng tác "Losing Grip" và "Unwanted" - những tác phẩm mà cô cho rằng phản ánh đúng tầm nhìn của mình cho cả album. Tuy nhiên, Arista không mấy hào hứng với những bản nhạc nặng chất guitar mà Lavigne sáng tác, khiến hãng đĩa phải tìm kiếm các nhà sản xuất khác để đáp ứng yêu cầu của họ.
Đã hai năm kể từ khi ký hợp đồng, Lavigne (khi ấy vẫn là một gương mặt vô danh) thu hút sự chú ý của nhóm sản xuất ba người The Matrix. Arista không thể định hướng phong cách phù hợp cho Lavigne, nên Sandy Roberton, quản lý của nhóm, đề xuất: "Sao không để cô ấy làm việc cùng The Matrix vài ngày xem sao?" Theo thành viên Lauren Christy, họ đã nghe những bản demo đầu tay của Lavigne và cảm nhận thấy "mang âm hưởng kiểu Faith Hill". Nhưng ngay khi thấy Lavigne bước vào phòng thu, The Matrix nhận ra phong cách âm nhạc mà cô đang theo đuổi hoàn toàn không ăn nhập với hình ảnh và thái độ của cô. Sau một giờ trò chuyện, họ nhận ra: "Cô ấy không hài lòng nhưng cũng chưa biết mình muốn gì."
The Matrix đã trình bày những ca khúc mang ảnh hưởng của Faith Hill - thể loại mà hãng đĩa muốn Lavigne thể hiện. Nhưng Lavigne thẳng thừng từ chối, khẳng định cô muốn những bản nhạc mang hơi hướng punk rock. Cô mở cho The Matrix nghe một ca khúc tự thu âm mà mình đặc biệt yêu thích - một track có âm thanh gợi nhớ đến ban nhạc rock System of a Down. May thay, trước khi thành lập The Matrix, các thành viên từng có kinh nghiệm làm nhạc pop-rock, nên họ nhanh chóng thấu hiểu gu âm nhạc của Lavigne và biết mình cần làm gì. Họ yêu cầu cô quay lại vào ngày hôm sau. Trong thời gian đó, họ sáng tác một ca khúc sau này trở thành "Complicated" và một bài khác tên "Falling Down" (xuất hiện trong album nhạc phim Sweet Home Alabama). Khi Lavigne trở lại, The Matrix trình bày hai ca khúc này - chúng chính là chìa khóa giúp cô nhận ra con đường nghệ thuật mình nên đi.
Khi Josh Sarubin (giám đốc bộ phận A&R và là người ký hợp đồng với Lavigne) nghe "Complicated", ông lập tức nhận ra đây chính là ca khúc dành cho cô. Lavigne trình bày bài hát này cho Reid và ông hoàn toàn ủng hộ hướng đi âm nhạc mà cô cùng The Matrix đang theo đuổi. Sau đó "Complicated" được chọn làm đĩa đơn chủ đạo của album. Reid yêu cầu Lavigne quay lại làm việc với The Matrix, ban đầu trong vòng một tháng. Arista trao cho nhóm toàn quyền sáng tác và sản xuất 10 ca khúc - công việc này kéo dài hai tháng. Album ban đầu được đặt tên là Anything but Ordinary (theo tên một ca khúc do The Matrix sản xuất), nhưng Lavigne đã đề nghị Reid đổi thành Let Go.
Bìa album được chụp tại góc phố Broadway và Canal ở Manhattan, New York. Năm 2022, nhân kỷ niệm 20 năm phát hành album, Lavigne đã quay lại địa điểm này và tái hiện lại hình ảnh bìa album trong một video ngắn.

## Sáng tác và thu âm
Cùng với The Matrix, Lavigne đã thu âm các ca khúc tại Decoy Studios, tọa lạc ở Valley Village - một vùng ngoại ô Los Angeles. Cô cũng hợp tác với nhạc sĩ kiêm nhà sản xuất Curt Frasca và Peter Zizzo - chủ phòng thu tại Manhattan nơi Lavigne từng thể hiện tài năng trước khi ký hợp đồng với Arista và cũng là nơi cô thu âm một số track nhạc. Scott Spock của The Matrix đảm nhiệm vai trò kỹ sư thu âm chính cho dự án, trong khi Tom Lord-Alge được giao phối trộn các bản nhạc. Lavigne thu âm trọn vẹn phần hát  trên "trên nền khí nhạc đã được hoàn thiện gần như hoàn chỉnh". Spock tiết lộ Lavigne thường chỉ cần thu 5-6 lượt cho mỗi bài hát "và khoảng 90% bản thu cuối cùng đều lấy từ lượt đầu tiên hoặc thứ hai." The Matrix cũng đóng góp phần hát bè.
Khi được giới thiệu là một ca sĩ kiêm sáng tác nhạc, mức độ tham gia của Lavigne đã gây ra nhiều tranh cãi. Lavigne ngầm khẳng định mình là tác giả chính của album. Trong một bài phỏng vấn với tạp chí Rolling Stone, cho biết khi làm việc với The Matrix, một thành viên sẽ có mặt trong phòng thu khi họ sáng tác, nhưng không tham gia viết phần guitar, lời hay giai điệu. Theo Lavigne, cô và Christy cùng viết toàn bộ phần lời. Graham sẽ nghĩ ra một số đoạn guitar, "và tôi sẽ quyết định 'Ừ, tôi thích đoạn này' hoặc 'Không, tôi không thích'. Không có bài hát nào trong số đó là không phải của tôi."
The Matrix (nhóm sản xuất 6 bài hát cho Lavigne, trong đó năm bài xuất hiện trong album) lại có cách giải thích khác về quá trình hợp tác. Theo họ, chính họ đã viết phần lớn nội dung cho ba đĩa đơn: "Complicated", "Sk8er Boi" và "I'm with You" - ba bài này được sáng tác bằng guitar và piano. Christy chia sẻ: "Avril sẽ đến và hát vài giai điệu, thay đổi vài từ ngữ ở đây đó." Reid đã bổ sung quan điểm về vấn đề tác quyền: "Nếu tôi tìm kiếm một đĩa đơn cho nghệ sĩ, tôi không quan tâm ai là người viết. Avril có tự do làm điều cô ấy muốn và những ca khúc đều thể hiện góc nhìn của cô ấy... Avril luôn tự tin với ý tưởng của mình."
Dù cần những bản pop "để bứt phá" vào làng nhạc, Lavigne cảm thấy "Complicated" không thực sự phản ánh con người và kỹ năng sáng tác của cô. Dù vậy, cô vẫn biết ơn ca khúc này vì nó đã khởi động sự nghiệp cho cô thành công. Lavigne thiên về "Losing Grip" hơn, vì "nó có ý nghĩa hơn rất nhiều khi xuất phát trực tiếp từ chính người nghệ sĩ".

## Phong cách âm nhạc
Let Go không chỉ được ca ngợi như một viên ngọc quý của pop-punk, mà còn được coi là album đã cách mạng hóa giới nhạc pop-punk bằng cách đưa thể loại này vào dòng phổ thông và góp phần thúc đẩy sự trỗi dậy của dòng nhạc pop chịu ảnh hưởng punk do các nữ nghệ sĩ dẫn dắt. Album còn được mô tả mang phong cách alternative rock, pop rock, post-grunge và mainstream rock, với các yếu tố của pop và grunge. Clare Gehlich (The Statesman) nhận định album pha trộn giữa pop-punk, alternative rock và teen pop - những thể loại giúp tác phẩm của cô khác biệt với các đồng nghiệp cùng thời. Về mặt ca từ, album khai thác các chủ đề như sự thể hiện bản thân, tính kiên cường và trao quyền.
Album chứa đựng nhiều ảnh hưởng âm nhạc đa dạng. Năm 2018, Pitchfork nhận xét Let Go "sở hữu hàng loạt bản hit làm thay đổi thể loại cùng những thay đổi tâm trạng đủ khiến một học sinh năm hai xấu hổ." Sự đa dạng này một phần đến từ gu âm nhạc phong phú của Lavigne, một phần do hãng đĩa và các nhà sản xuất đang định hướng cô theo nhiều phong cách khác nhau. Năm ca khúc cô viết cùng Magness năm 2001, bao gồm "Losing Grip" và "Unwanted", mang âm hưởng alternative rock mạnh mẽ khiến hãng đĩa lo ngại. Lavigne chia sẻ với Rolling Stone vào năm 2003: "Arista sợ chết khiếp rằng tôi sẽ cho ra mắt cả album mang phong cách như những bài này", họ muốn cô đi theo hướng phù hợp với radio hơn. Vì mục đích này, Arista đã ghép cô với nhóm sản xuất The Matrix - những người đã viết ca khúc pop rock "Complicated" với sự hỗ trợ nhỏ từ Lavigne. Một nửa album được đồng sáng tác với The Matrix, nửa còn lại với Magness. Sarah Manavis từ The Guardian cho biết một số ảnh hưởng nhạc đồng quê ban đầu của Lavigne cùng định hướng nghệ thuật nguyên bản của cô vẫn có thể được cảm nhận qua "những tiết tấu mộc mạc và lối kể chuyện" trong album".

## Phát hành và quảng bá

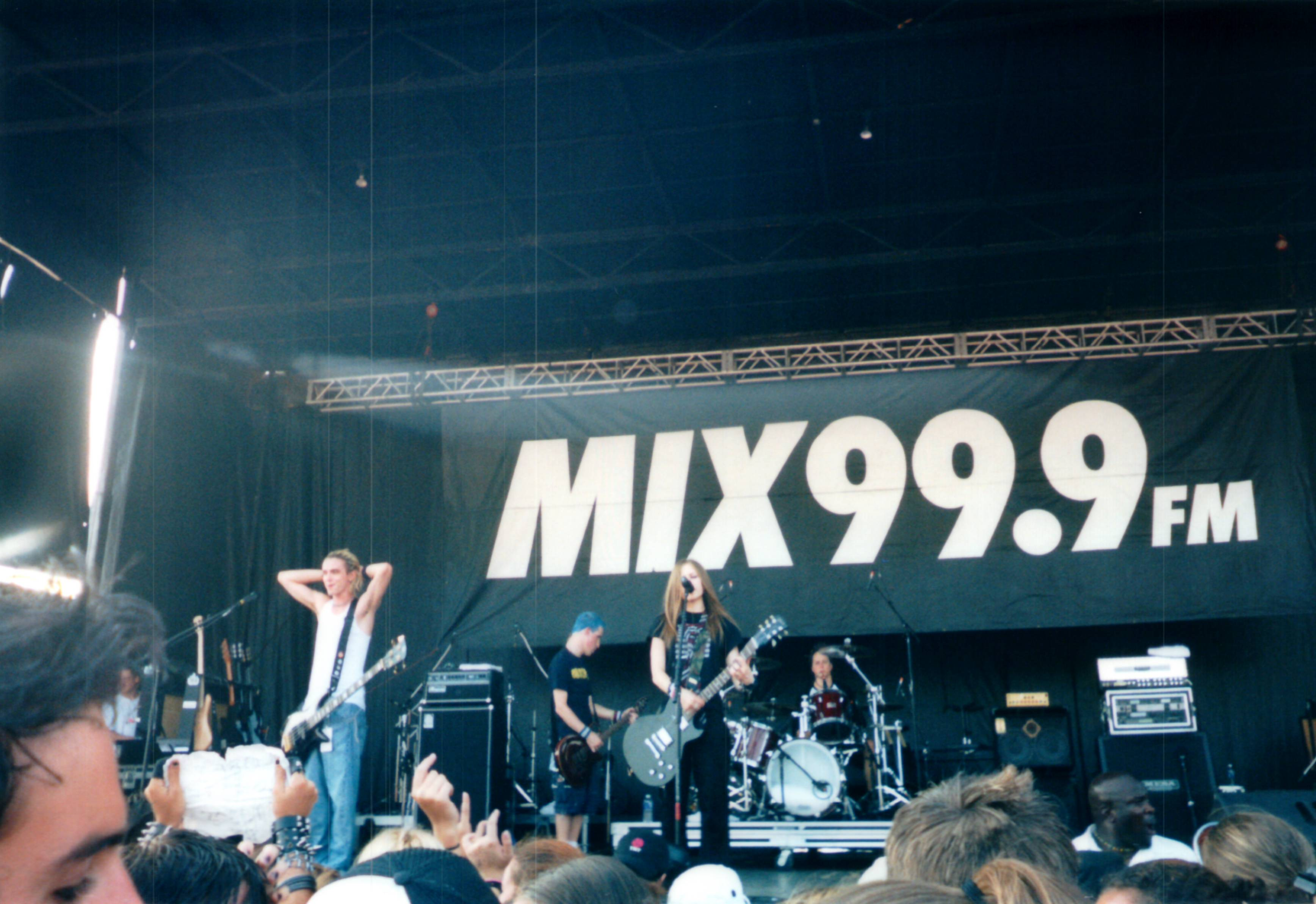
Lavigne trong buổi hòa nhạc quảng bá album

Album được phát hành vào ngày 4 tháng 6 năm 2002 tại Canada và Mỹ. Sau đó, ngày 22 tháng 7, Let Go ra mắt tại các cửa hàng băng đĩa toàn cầu, và ngày 26 tháng 8 tại một số nước châu Âu như Anh và Ireland. Phiên bản DataPlay của album phát hành vào tháng 9 năm 2002.  Arista đã ký thỏa thuận với DataPlay từ đầu năm 2002 và đưa Let Go vào danh sách phát hành cùng các album của ca sĩ rock Santana và ca sĩ Whitney Houston.
Dù hướng tới khán giả tuổi teen - chiến lược marketing giúp khởi động sự nghiệp Lavigne thành công, cô còn biểu diễn tại nhiều chương trình nghệ thuật đa ca sĩ do đài phát thanh tài trợ khắp nước Mỹ, giúp tăng doanh số album trong mùa lễ hội. Lavigne bắt đầu chuyến lưu diễn headline đầu tiên - Try to Shut Me Up Tour - diễn ra từ ngày 23 tháng 1 năm 2003 đến ngày 4 tháng 6 năm 2003. Cô lưu diễn cùng ban nhạc gồm tay trống Matthew Brann, tay bass Mark Spicoluk cùng hai tay guitar Jesse Colburn và Evan Taubenfeld - những người cô tập hợp sau khi ký hợp đồng. Trong tour, cô trình diễn toàn bộ ca khúc từ Let Go cùng các bản cover "Knockin' on Heaven's Door" (Bob Dylan) và "Basket Case" (Green Day).
Lavigne ghi hình buổi diễn tại Buffalo, New York vào ngày 18 tháng 5 năm 2003 - đêm cuối tour Bắc Mỹ kéo dài 5 tuần. DVD tour diễn My World phát hành vào ngày 4 tháng 11 năm 2003, do Arista Records và 20th Century Fox Home Entertainment đồng sản xuất. DVD bao gồm liveshow, phim hậu trường, 5 video ca nhạc cùng đĩa CD bonus 6 track có ca khúc "Why" chưa từng phát hành.

### Đĩa đơn
"Complicated" được Arista phát hành làm đĩa đơn chủ lực cho album, đóng vai trò giới thiệu Lavigne đến mọi nhóm tuổi. Dù được kỳ vọng sẽ thu hút đa dạng đối tượng khán giả, video âm nhạc của ca khúc lại cho thấy Lavigne cùng ban nhạc gây náo loạn trong một trung tâm thương mại -  "hình ảnh khiến người lớn tuổi chỉ muốn hét lên 'Dọn ngay đống hỗn độn đó đi!' hơn là chạy đi mua đĩa". Bài hát đứng đầu nhiều bảng xếp hạng và nhận hai đề cử giải Grammy cho bài hát của năm và trình diễn giọng pop nữ xuất sắc nhất.
Đĩa đơn thứ hai "Sk8er Boi" nhắm thẳng đến đối tượng giới trẻ yêu pop punk. Việc phát hành "Sk8er Boi" ban đầu vấp phải sự phản đối từ nhiều giám đốc chương trình phát thanh. Tuy nhiên, thái độ của họ thay đổi khi chính thính giả khiến họ phải suy nghĩ lại: lượt phát liên tục ca khúc này sớm chứng minh thành công khi nó được cả sinh viên đã tốt nghiệp lẫn thanh thiếu niên yêu thích. Bài hát leo lên vị trí số một trên các làn sóng phát thanh mainstream tại Mỹ.
"I'm with You" được phát hành vào cuối tháng 11 năm 2002, sát dịp Giáng sinh như lời nhắc nhở các bậc phụ huynh về album - nếu không mua cho bản thân thì ít nhất cũng mua cho con cái họ. Ca khúc tiếp tục ghi dấu ấn khi lọt vào top 4 Billboard Hot 100, đứng đầu bảng xếp hạng phát thanh và nằm trong top 10 tại Anh cùng Canada. Dù không chính thức phát hành tại Úc, bài hát vẫn được phát sóng rộng rãi trên radio lẫn truyền hình. Cho đến nay, Let Go vẫn là album duy nhất của Lavigne có nhiều đĩa đơn lọt top 10 tại Mỹ. Ca khúc này cũng nhận hai đề cử Grammy ở cùng hạng mục với "Complicated". Cách sắp xếp thứ tự phát hành đĩa đơn của album (với "I'm with You" là bài thứ ba) bị coi là "gây tranh cãi", bởi nhiều người cho rằng đây mới chính là "bản hit tiềm năng nhất album" và có thể định hình hình ảnh một Lavigne trưởng thành hơn nếu được phát hành đầu tiên. Reid chia sẻ: "Một số người thực sự không hiểu điều đó. Với video đầu tiên, có lo ngại rằng vì nó quá trẻ trung và vui nhộn, có thể khiến những người yêu nhạc nghiêm túc xa lánh."
"Losing Grip" được phát hành làm đĩa đơn thứ tư từ album, nhằm "tạo cầu nối cho album tiếp theo" - thứ mà Lavigne khẳng định sẽ "mang âm hưởng rock mạnh mẽ hơn" so với bản phát hành đầu tay. Năm 2004, bài hát giành được đề cử giải Grammy cho trình diễn giọng rock nữ xuất sắc nhất.
"Mobile" ra mắt tại New Zealand vào tháng 5 năm 2003 với vai trò đĩa đơn thứ năm. Sau đó, ca khúc xuất hiện trong phim The Medallion (2003), Wimbledon (2004) và một cảnh ngắn trong phim Just Married. Năm 2011, một video ca nhạc chưa hoàn thiện của bài hát đã bị rò rỉ trên Internet, sử dụng các cảnh quay chính thức chưa từng được công bố.

### Bản kỷ niệm 20 năm
Một phiên bản mới của Let Go (do John Feldmann phối lại) đã chính thức phát hành vào ngày 3 tháng 6 năm 2022, nhân dịp kỷ niệm 20 năm ra mắt album gốc. Đĩa tái bản này bao gồm bản thu âm mới của ca khúc "Breakaway". Ban đầu Lavigne đã sáng tác bài hát này vào năm 2001, sau đó chuyển lại cho ca sĩ người Mỹ Kelly Clarkson thu âm cho nhạc phim The Princess Diaries 2: Royal Engagement. Bản demo gốc do Lavigne thể hiện đã bị rò rỉ trên mạng từ năm 2014.

## Đánh giá chuyên môn
| Đánh giá chuyên môn  | Đánh giá chuyên môn |
| Điểm trung bình      | Điểm trung bình     |
| Nguồn                | Đánh giá            |
| -------------------- | ------------------- |
| Metacritic           | 68/100              |
| Nguồn đánh giá       |                     |
| Nguồn                | Đánh giá            |
| AllMusic             | [ 19 ]              |
| Blender              | [ 38 ]              |
| Entertainment Weekly | B−                  |
| Melodic              | [ 40 ]              |
| Pitchfork            | 6,6/10              |
| Q                    | [ 37 ]              |
| Robert Christgau     | [ 41 ]              |
| Rolling Stone        | [ 42 ]              |
| Slant Magazine       | [ 43 ]              |
| Stylus Magazine      | B                   |

Let Go nhận được nhiều đánh giá tích cực từ giới phê bình, đạt điểm 68/100 trên Metacritic - tổng hợp từ 9 bài đánh giá. Nhà phê bình Pat Blashill của tạp chí Rolling Stone nhận xét album "chứa đựng trọn vẹn 12 bản 'thánh ca' cuồng nhiệt phù hợp với TRL (Total Request Live)", khen ngợi Lavigne sở hữu "chất giọng tuyệt vời" và hợp tác với "đội ngũ sản xuất đình đám". Christina Saraceno từ AllMusic ghi nhận Lavigne "khéo léo thể hiện đa dạng phong cách" đồng thời là "nhạc sĩ có năng lực với kỹ thuật thanh nhạc vững vàng", dù cho rằng "ở độ tuổi này, cô vẫn đang tìm kiếm phong cách riêng, chịu ảnh hưởng từ những giai điệu lớn lên cùng". John Perry của tạp chí Blender tóm gọn Let Go là "màn ra mắt xuất sắc của dòng guitar-pop". Tạp chí Q khen ngợi Lavigne thể hiện "sự khôn ngoan âm nhạc vượt xa tuổi tác", trong khi Kaj Roth (Melodic) nhận xét cô "hát ngọt ngào với nhiều ca khúc mang hơi hướng Alanis Morissette". Jon Caramanica (Entertainment Weekly) chỉ chấm album điểm B−, cho rằng "album rock guitar đơn điệu này chỉ được cứu vãn bởi sự chân thành trong ca từ".
Một số nhà phê bình có chung nhận định về chất lượng lời bài hát. Saraceno nhận xét Lavigne "cần trưởng thành hơn trong khâu viết lời", chỉ ra "Sk8er Boi" bộc lộ "điểm yếu về ca từ" và cho rằng cách diễn đạt trong "Too Much to Ask" "gượng gạo đôi khi ngây ngô". Perry gọi lời "Sk8er Boi" là "ngây thơ đáng yêu", trong khi vài nhà phê bình khác cho rằng album không thực sự "nổi loạn" hay "chân thực" như quảng cáo. Trong một cuộc bình chọn của độc giả Rolling Stone, Let Go được xếp thứ 4 trong danh sách album hay nhất thập niên 2000.

### Giải thưởng
Album đã mang về cho Lavigne vô số giải thưởng từ các tổ chức trên toàn thế giới. Thành công vượt trội về mặt thương mại đã giúp cô giành danh hiệu Nghệ sĩ mới xuất sắc nhất tại lễ trao giải Video âm nhạc của MTV 2002. Cô cũng xuất sắc đoạt 3 giải tại giải MTV châu Á 2003, bao gồm Nữ nghệ sĩ được yêu thích nhất, Nghệ sĩ đột phá nhất và Giải thưởng phong cách - trở thành nghệ sĩ đoạt nhiều giải nhất đêm đó. Tại giải Grammy 2003, album giúp Lavigne nhận được 5 đề cử, trong đó có Nghệ sĩ mới xuất sắc nhất và Album giọng pop xuất sắc nhất. Hai đĩa đơn "Complicated" và "I'm with You" lần lượt được đề cử ở hạng mục Bài hát của năm tại Grammy 2003 và 2004, nâng tổng số đề cử của album lên con số 8. Tại giải Juno 2003 được tổ chức ở Ottawa, Lavigne đã nhận 6 đề cử và xuất sắc giành 4 giải, bao gồm Album của năm và Nghệ sĩ mới của năm.
| Năm  | Tổ chức                                 | Giải thưởng                          | Kết quả   | C.thích. |
| ---- | --------------------------------------- | ------------------------------------ | --------- | -------- |
| 2002 | Giải thưởng Âm nhạc Radio Disney        | Album xuất sắc nhất                  | Đoạt giải | [ 54 ]   |
| 2003 | Giải Grammy                             | Album giọng pop xuất sắc nhất        | Đề cử     | [ 23 ]   |
| 2003 | Giải thưởng Âm nhạc Hong Kong Top Sales | Top 10 album ngoại ngữ bán chạy nhất | Đoạt giải | [ 55 ]   |
| 2003 | Giải thường Âm nhạc Hungary             | Album modern rock ngoại ngữ của năm  | Đề cử     | [ 56 ]   |
| 2003 | Giải Japan Gold Disc                    | Album rock & pop của năm             | Đoạt giải | [ 57 ]   |
| 2003 | Giải Juno                               | Album của năm                        | Đoạt giải | [ 58 ]   |
| 2003 | Giải Juno                               | Album pop của năm                    | Đoạt giải | [ 58 ]   |
| 2003 | Giải Video âm nhạc của MTV Nhật Bản     | Album của năm                        | Đề cử     | [ 59 ]   |
| 2003 | Premios Oye!                            | Đĩa nhạc tiếng Anh chính             | Đoạt giải | [ 60 ]   |
| 2003 | Giải Teen Choice                        | Âm nhạc chọn lọc: Album              | Đề cử     | [ 61 ]   |

## Diễn biến thương mại
Let Go đã đạt được thành công vang dội tại Mỹ, được tạp chí Entertainment Weekly vinh danh là một trong những album pop đầu tay ấn tượng nhất năm 2002. Theo Billboard, tính đến năm 2022, đây là một trong 15 album thành công nhất thế kỷ 21 dù không có đĩa đơn nào đạt vị trí số một trên bảng xếp hạng Billboard Hot 100. Album ra mắt ở vị trí thứ 8 trên Billboard 200 với 62.000 bản được bán ra trong tuần đầu, sau đó leo lên vị trí á quân. Thành tích này có được nhờ sức hút từ "Complicated" - ca khúc được phát sóng liên tục trên MTV. Doanh số ổn định giúp album giữ vững vị trí trong top 10 suốt 37 tuần liên tiếp.
Mỗi tuần, Let Go đều bán được ít nhất 100.000 bản cho đến cuối năm 2002, nhanh chóng cán mốc 2 triệu bản. Đến tháng 12 năm 2002, Entertainment Weekly báo cáo album đã bán được 3,9 triệu bản, trở thành album bán chạy thứ ba năm đó tại Mỹ.  Số liệu cuối năm từ Nielsen SoundScan tiết lộ Let Go đạt 4,1 triệu bản chỉ sau 30 tuần phát hành. Album được Hiệp hội Công nghiệp Ghi âm Hoa Kỳ (RIAA) chứng nhận hai bạch kim và trở thành album debut có doanh số cao nhất 2002, đồng thời là album bán chạy nhất của nữ nghệ sĩ. Ngày 30 tháng 4 năm 2003, RIAA nâng chứng nhận lên 6x Bạch kim (tương đương 6 triệu bản). Đây vẫn là album bán chạy nhất sự nghiệp Lavigne với 6,9 triệu bản tại Mỹ và hơn 16 triệu bản toàn cầu.
Album thường đạt vị trí cao trong và sau mùa lễ hội. Sau phần trình diễn mở màn tại giải Âm nhạc Billboard 2002, Let Go tiếp tục là một trong những album bán chạy dịp lễ với 272.000 bản/tuần. Tuần cao điểm nhất là ngày 4 tháng 1 năm 2003 với 363.000 bản. Dù đạt đỉnh ở vị trí số 2 từ tháng 9 năm 2002, album tái xuất ở vị trí này vào ngày 1 tháng 2 năm 2003. Doanh số tăng đột biến nhờ màn trình diễn của Lavigne trong chương trình Saturday Night Live (11 tháng 1). Dù bị nghi ngờ hát nhép, cô khẳng định: "Tôi chưa bao giờ và sẽ không bao giờ làm vậy". Thời điểm này, Lavigne cũng nhận được sự chú ý lớn từ truyền thông nhờ nhiều đề cử Grammy 2003 và chuyến lưu diễn Bắc Mỹ đầu tiên.
Tại Anh, album mất 18 tuần để leo lên đỉnh UK Albums Chart (2003), giúp Lavigne (17 tuổi 9 tháng) trở thành nữ nghệ sĩ trẻ nhất đạt thành tích này. Kỷ lục đã bị Joss Stone xô đổ vào tháng 10 năm 2004 với album Mind Body & Soul. Doanh số album bùng nổ trên toàn cầu nhờ sức hút liên tục của đĩa đơn "Sk8er Boi". Tại Anh, Let Go trở thành album bán chạy thứ 12 năm 2003 và được Hiệp hội Công nghiệp Ghi âm Anh (BPI) chứng nhận 6x Bạch kim.
Tại quê nhà Canada, album đạt doanh số hơn 1 triệu bản trong chưa đầy một năm, được Hiệp hội Công nghiệp Ghi âm Canada (Music Canada) trao chứng nhận kim cương vào tháng 5 năm 2003. Đây là album bán chạy nhất của một nghệ sĩ Canada trong thế kỷ 21 (tính đến năm 2008). Ở Úc, Let Go được Hiệp hội Công nghiệp ghi âm Úc (ARIA) chứng nhận 7x Bạch kim năm 2003 với hơn 490.000 bản đã phân phối đến các nhà bán lẻ.

## Ảnh hưởng và di sản
Let Go được coi là album định hình nhạc pop và pop rock đầu thập niên 2000, mang đến lựa chọn khác biệt giữa bối cảnh nhạc teen pop thống trị thời đó. Theo CBC.ca, sự pha trộn thể loại trong album đã thu hút đa dạng khán giả, góp phần đưa pop-punk đến gần hơn với thế hệ trẻ, trong khi phần ca từ được giới trẻ đón nhận nhờ tính gần gũi. Izzy Copestake từ Vice nhận định album đặc biệt gây tiếng vang với thế hệ Millennial, gọi đây là "một trong những album biểu tượng nhất thiên niên kỷ". Charlotte Oliver (tạp chí Heat) cho rằng các ca khúc đã kết hợp nhuần nhuyễn pop đại chúng và alternative rock, khiến cả hai nhóm fan đều say mê.
Thành công thương mại của Let Go không chỉ chứng minh sức hút âm nhạc Lavigne mà còn khơi mào tranh luận về thể loại - nhiều nhà phê bình tranh cãi liệu đây là album punk, pop-punk hay rock đại chúng. Tuy nhiên, nữ ca sĩ luôn phủ nhận danh xưng "nghệ sĩ punk", coi đó chỉ là nhãn mác công chúng gán cho mình. Khi nhìn lại, nhiều tạp chí âm nhạc xếp Let Go vào hàng những album đầu tay vĩ đại nhất. CBC Music nhấn mạnh Lavigne đã tiếp bước Alanis Morisette, Sarah McLachlan, Celine Dion và Shania Twain để chứng minh "nữ nghệ sĩ Canada có thể tạo ra những album bán chạy nhất làng nhạc pop đại chúng". Tạp chí Rolling Stone xếp hạng Let Go ở vị trí 225 trong danh sách album xuất sắc nhất thế kỷ 21, còn Toronto Star vinh danh đây là một trong những album Canada quan trọng nhất thập niên 2000.
Phát biểu của Sarah Manavis (The Guardian) về ảnh hưởng tức thì của Let Go.
Let Go được coi là một trong những tác phẩm định hình lại làng nhạc pop-punk, đưa thể loại này vào dòng chính thống và mở đường cho sự trỗi dậy của các ban nhạc/nghệ sĩ nữ trong dòng nhạc này. Album góp phần tái định hình âm thanh pop đương đại, với nhận định từ Matt Mitchell (Paste): "[album] biến phong trào phục hưng rock những năm 2000 thành tượng đài bất khả xâm phạm". Apple Music nhìn nhận di sản của Let Go vượt xa việc "đưa alt-rock tiến sâu vào không gian pop... mà còn ở cách Lavigne cân bằng giữa chất liệu nổi loạn... với sự kịch tính-nhạy cảm của một ca sĩ kiêm nhạc sĩ sáng tác truyền thống".
Phong cách âm nhạc của album giúp Lavigne tách biệt khỏi các đồng nghiệp như Britney Spears, Christina Aguilera hay NSYNC, cùng dòng bubblegum pop thống trị làng sóng phát thanh đương thời. Dù vậy, cô cũng đối mặt chỉ trích từ những người theo chủ nghĩa thuần túy, nghi ngờ tính chân thực và cáo buộc cô "đóng vai" (posing). Khi được tôn vinh như biểu tượng thời trang, phong cách skater-punk đặc trưng của Lavigne trong giai đoạn này được fan hâm mộ sao chép rộng rãi, trở thành tuyên ngôn phản kháng lại hình ảnh glamour, quá nữ tính và gợi cảm vốn là tiêu chuẩn ngành công nghiệp dành cho nữ nghệ sĩ trẻ. Andrew Leahey (AllMusic) nhận xét: "Cô trở thành một kiểu ngôi sao mới - không cần dựa vào video sexy hay âm nhạc gợi dục". Album cùng hình tượng nổi loạn của Lavigne khiến giới truyền thông phong tặng danh hiệu "Công chúa Pop Punk" ngay từ buổi đầu sự nghiệp.
Let Go cùng những đĩa đơn của album đã đưa Avril Lavigne trở thành hiện tượng văn hóa, giúp cô trở thành nghệ sĩ dòng chính - một thành tựu hiếm có đối với nữ nghệ sĩ trong dòng nhạc vốn do nam giới thống trị. Dù không phải người đầu tiên khai phá phong cách này, thành công của album đã định hướng âm nhạc cho nhiều nghệ sĩ như Liz Phair, Ashlee Simpson, Kelly Clarkson, FeFe Dobson, Kelly Osbourne, Lindsay Lohan, Katy Rose, Skye Sweetnam và Fall Out Boy. Jonathan Bradley (Billboard) nhận xét rằng khi các ngôi sao Disney Channel như Hilary Duff, Miley Cyrus và Demi Lovato chuyển từ diễn xuất sang âm nhạc, họ đều chịu ảnh hưởng từ Let Go hơn là từ các tác phẩm của Spears, Aguilera hay Justin Timberlake. Richie Assaly của Toronto Star cho biết album đã "mở đường cho làn sóng các ban nhạc pop-punk nổi tiếng như Simple Plan và Good Charlotte", thay thế "thời kỳ thống trị của teen pop" bằng "kỷ nguyên pop chịu ảnh hưởng từ các nữ ca sĩ-nhạc sĩ" và "một thế hệ nghệ sĩ trẻ mới".
Trong nhiều thập kỷ kể từ khi phát hành, Let Go liên tục được các nghệ sĩ nhắc đến như nguồn cảm hứng âm nhạc, và được coi là một phần của phong trào đưa guitar-driven pop (nhạc pop lấy guitar làm chủ đạo) trở lại xu hướng chủ đạo. Album đã truyền cảm hứng cho các nghệ sĩ đương đại như Olivia Rodrigo, Billie Eilish, Maggie Lindemann, Beabadoobee, Snail Mail và Soccer Mommy. Let Go cũng đóng vai trò quan trọng trong việc đưa The Matrix lên đài danh vọng, giúp bộ ba này trở thành những nhà sản xuất và nhạc sĩ được săn đón, với công thức mà Jamieson Cox (Pitchfork) miêu tả là "những khúc riff sắc sảo, tiếng trống live mạnh mẽ, cùng lớp âm thanh nền lấp lánh". Tuy nhiên, họ không còn hợp tác với Lavigne sau Let Go, với lý do được cho là khác biệt sáng tạo và bất đồng về mức độ đóng góp sáng tác của Lavigne.
Nhân kỷ niệm 20 năm phát hành vào năm 2022, CBC Music đã đăng tải nhận định từ 15 nhạc sĩ và nhà phê bình về giá trị văn hóa của album. Năm 2024, Clare Gehlich từ The Statesman nhận xét rằng sự trỗi dậy trở lại của văn hóa những năm 2000 và nhạc pop-punk đã làm nổi bật "tầm ảnh hưởng lâu dài" của album, mà theo cô đã vượt qua danh hiệu album đầu tay thông thường khi tiếp tục "định hình bức tranh âm nhạc hai thập kỷ sau khi phát hành". Theo Manavis, lễ kỷ niệm 20 năm của album trùng hợp với "sự đánh giá lại văn hóa Y2K bởi một thế hệ quá trẻ để có thể nhớ về nó". Tương tự, Aimee Phillips từ Gigwise nhận định rằng album đã "khắc họa thế giới tuổi teen một cách súc tích đến mức vẫn còn vang vọng cho đến ngày nay, chứng minh rằng đây không chỉ là album của thế hệ millennial mà còn thấm sâu vào nhận thức của Gen Z".

## Danh sách ca khúc
| Let Go – Bản chuẩn | Let Go – Bản chuẩn      | Let Go – Bản chuẩn                                | Let Go – Bản chuẩn | Let Go – Bản chuẩn |
| STT                | Nhan đề                 | Sáng tác                                          | Nhà sản xuất       | Thời lượng         |
| ------------------ | ----------------------- | ------------------------------------------------- | ------------------ | ------------------ |
| 1.                 | "Losing Grip"           | Avril Lavigne Clif Magness                        | Magness            | 3:53               |
| 2.                 | "Complicated"           | Lavigne Lauren Christy Scott Spock Graham Edwards | The Matrix         | 4:05               |
| 3.                 | "Sk8er Boi"             | Lavigne Christy Spock Edwards                     | The Matrix         | 3:23               |
| 4.                 | "I'm with You"          | Lavigne Christy Spock Edwards                     | The Matrix         | 3:44               |
| 5.                 | "Mobile"                | Lavigne Magness                                   | Magness            | 3:31               |
| 6.                 | "Unwanted"              | Lavigne Magness                                   | Magness            | 3:40               |
| 7.                 | "Tomorrow"              | Lavigne Curt Frasca Sabelle Breer                 | Frasca             | 3:48               |
| 8.                 | "Anything but Ordinary" | Lavigne Christy Spock Edwards                     | The Matrix         | 4:12               |
| 9.                 | "Things I'll Never Say" | Lavigne Christy Spock Edwards                     | The Matrix         | 3:44               |
| 10.                | "My World"              | Lavigne Magness                                   | Magness            | 3:27               |
| 11.                | "Nobody's Fool"         | Lavigne Peter Zizzo                               | Zizzo              | 3:57               |
| 12.                | "Too Much to Ask"       | Lavigne Magness                                   | Magness            | 3:46               |
| 13.                | "Naked"                 | Lavigne Frasca Breer                              | Frasca Magness     | 3:27               |
| Tổng thời lượng:   | Tổng thời lượng:        | Tổng thời lượng:                                  | Tổng thời lượng:   | 48:37              |

| Let Go – bản của Nhật (bài tặng kèm) | Let Go – bản của Nhật (bài tặng kèm) | Let Go – bản của Nhật (bài tặng kèm) | Let Go – bản của Nhật (bài tặng kèm) | Let Go – bản của Nhật (bài tặng kèm) |
| STT                                  | Nhan đề                              | Sáng tác                             | Nhà sản xuất                         | Thời lượng                           |
| ------------------------------------ | ------------------------------------ | ------------------------------------ | ------------------------------------ | ------------------------------------ |
| 14.                                  | "Why"                                | Lavigne Zizzo                        | Zizzo                                | 4:00                                 |
| Tổng thời lượng:                     | Tổng thời lượng:                     | Tổng thời lượng:                     | Tổng thời lượng:                     | 52:37                                |

| Let Go – bản đặc biệt của Nhật Bản (bài tặng kèm) | Let Go – bản đặc biệt của Nhật Bản (bài tặng kèm) | Let Go – bản đặc biệt của Nhật Bản (bài tặng kèm) |
| STT                                               | Nhan đề                                           | Thời lượng                                        |
| ------------------------------------------------- | ------------------------------------------------- | ------------------------------------------------- |
| 15.                                               | "Complicated" (TV track version)                  | 4:05                                              |
| 16.                                               | "Sk8er Boi" (TV track version)                    | 3:24                                              |
| 17.                                               | "I'm with You" (TV track version)                 | 3:46                                              |
| 18.                                               | "Losing Grip" (TV track version)                  | 3:53                                              |
| Tổng thời lượng:                                  | Tổng thời lượng:                                  | 67:45                                             |

| Let Go – Bản kỷ niệm 20 (bài tặng kèm)[a] | Let Go – Bản kỷ niệm 20 (bài tặng kèm)[a] | Let Go – Bản kỷ niệm 20 (bài tặng kèm)[a] | Let Go – Bản kỷ niệm 20 (bài tặng kèm)[a]       | Let Go – Bản kỷ niệm 20 (bài tặng kèm)[a] |
| STT                                       | Nhan đề                                   | Sáng tác                                  | Nhà sản xuất                                    | Thời lượng                                |
| ----------------------------------------- | ----------------------------------------- | ----------------------------------------- | ----------------------------------------------- | ----------------------------------------- |
| 14.                                       | "Why"                                     | Lavigne Zizzo                             | Zizzo                                           | 3:54                                      |
| 15.                                       | "Get Over It"                             | Lavigne Christy Spock Edwards             | The Matrix                                      | 3:30                                      |
| 16.                                       | "Breakaway"                               | Lavigne Bridget Benenate Matthew Gerrard  | Dylan McLean John Feldmann Gerrard Scot Stewart | 3:43                                      |
| 17.                                       | "Falling Down"                            | Lavigne Christy Spock Edwards             | The Matrix                                      | 3:58                                      |
| 18.                                       | "I Don't Give"                            | Lavigne Christy Spock Edwards             | The Matrix                                      | 3:39                                      |
| 19.                                       | "Make Up"                                 | Lavigne Christy Spock Edwards             | The Matrix                                      | 3:15                                      |
| Tổng thời lượng:                          | Tổng thời lượng:                          | Tổng thời lượng:                          | Tổng thời lượng:                                | 70:43                                     |

| Let Go – bản tour hạn chế của Nhật (tặng kèm DVD) | Let Go – bản tour hạn chế của Nhật (tặng kèm DVD) | Let Go – bản tour hạn chế của Nhật (tặng kèm DVD) |
| STT                                               | Nhan đề                                           | Thời lượng                                        |
| ------------------------------------------------- | ------------------------------------------------- | ------------------------------------------------- |
| 1.                                                | "Complicated" (video)                             |                                                   |
| 2.                                                | "Sk8er Boi" (video)                               |                                                   |
| 3.                                                | "I'm with You" (video)                            |                                                   |
| 4.                                                | "A Day in the Life – N.Y.C." (EPK)                |                                                   |

| Let Go – bản tour châu Á (tặng kèm đĩa) | Let Go – bản tour châu Á (tặng kèm đĩa)       | Let Go – bản tour châu Á (tặng kèm đĩa) |
| STT                                     | Nhan đề                                       | Thời lượng                              |
| --------------------------------------- | --------------------------------------------- | --------------------------------------- |
| 1.                                      | "Get Over It" (audio)                         |                                         |
| 2.                                      | "Why" (audio)                                 |                                         |
| 3.                                      | "Unwanted" (live audio)                       |                                         |
| 4.                                      | "I'm with You" (live audio)                   |                                         |
| 5.                                      | "Nobody's Fool" (live audio)                  |                                         |
| 6.                                      | "Exclusive Behind-the-Scenes Footage" (video) |                                         |
| 7.                                      | "Complicated" (video)                         |                                         |
| 8.                                      | "Sk8er Boi" (video)                           |                                         |
| 9.                                      | "I'm with You" (video)                        |                                         |
| 10.                                     | "Losing Grip" (video)                         |                                         |

## Xếp hạng
| Xếp hạng (2002–2003)                     | Vị trí cao nhất |
| ---------------------------------------- | --------------- |
| Album Úc (ARIA)                          | 1               |
| Album Áo (Ö3 Austria)                    | 2               |
| Album Bỉ (Ultratop Vlaanderen)           | 7               |
| Album Bỉ (Ultratop Wallonie)             | 9               |
| Album Canada (Billboard)                 | 1               |
| Czech Albums (ČNS IFPI)                  | 7               |
| Album Đan Mạch (Hitlisten)               | 6               |
| Album Hà Lan (Album Top 100)             | 4               |
| European Albums (Music & Media)          | 2               |
| Album Phần Lan (Suomen virallinen lista) | 9               |
| Album Pháp (SNEP)                        | 13              |
| Album Đức (Offizielle Top 100)           | 2               |
| Greek Albums (IFPI)                      | 2               |
| Album Hungaria (MAHASZ)                  | 11              |
| Album Ireland (IRMA)                     | 1               |
| Album Ý (FIMI)                           | 6               |
| Japanese Albums (Oricon)                 | 6               |
| Album New Zealand (RMNZ)                 | 1               |
| Album Na Uy (VG-lista)                   | 3               |
| Album Ba Lan (ZPAV)                      | 23              |
| Album Bồ Đào Nha (AFP)                   | 10              |
| Album Scotland (OCC)                     | 1               |
| Singaporean Albums (RIAS)                | 1               |
| Spanish Albums (AFYVE)                   | 17              |
| Album Thụy Điển (Sverigetopplistan)      | 6               |
| Album Thụy Sĩ (Schweizer Hitparade)      | 2               |
| Album Anh Quốc (OCC)                     | 1               |
| Album Hoa Kỳ Billboard 200               | 2               |

| Xếp hạng (2002)                                   | Vị trí |
| ------------------------------------------------- | ------ |
| Australian Albums (ARIA)                          | 10     |
| Austrian Albums (Ö3 Austria)                      | 26     |
| Belgian Albums (Ultratop Flanders)                | 40     |
| Belgian Albums (Ultratop Wallonia)                | 65     |
| Canadian Albums (Nielsen SoundScan)               | 4      |
| Canadian Alternative Albums (Nielsen SoundScan)   | 2      |
| Danish Albums (Hitlisten)                         | 30     |
| Dutch Albums (Album Top 100)                      | 58     |
| European Albums (Music & Media)                   | 23     |
| Finnish Albums (Suomen virallinen lista)          | 29     |
| French Albums (SNEP)                              | 80     |
| German Albums (Offizielle Top 100)                | 30     |
| Irish Albums (IRMA)                               | 12     |
| Italian Albums (FIMI)                             | 29     |
| Japanese Albums (Oricon)                          | 49     |
| New Zealand Albums (RMNZ)                         | 24     |
| Swedish Albums (Sverigetopplistan)                | 42     |
| Swedish Albums & Compilations (Sverigetopplistan) | 55     |
| Swiss Albums (Schweizer Hitparade)                | 18     |
| UK Albums (OCC)                                   | 16     |
| US Billboard 200                                  | 14     |
| Worldwide Albums (IFPI)                           | 2      |

| Xếp hạng (2003)                          | Vị trí |
| ---------------------------------------- | ------ |
| Australian Albums (ARIA)                 | 3      |
| Austrian Albums (Ö3 Austria)             | 34     |
| Belgian Albums (Ultratop Flanders)       | 26     |
| Belgian Albums (Ultratop Wallonia)       | 31     |
| Danish Albums (Hitlisten)                | 55     |
| Dutch Albums (Album Top 100)             | 38     |
| European Albums (Billboard)              | 5      |
| French Albums (SNEP)                     | 38     |
| German Albums (Offizielle Top 100)       | 20     |
| Hungarian Albums (MAHASZ)                | 82     |
| Irish Albums (IRMA)                      | 13     |
| Italian Albums (FIMI)                    | 39     |
| Japanese Albums (Oricon)                 | 26     |
| New Zealand Albums (RMNZ)                | 18     |
| South Korean International Albums (MIAK) | 1      |
| Swedish Albums (Sverigetopplistan)       | 92     |
| Swiss Albums (Schweizer Hitparade)       | 35     |
| UK Albums (OCC)                          | 11     |
| US Billboard 200                         | 5      |
| Worldwide Albums (IFPI)                  | 9      |

| Xếp hạng (2000–2009)     | Vị trí |
| ------------------------ | ------ |
| Australian Albums (ARIA) | 14     |
| UK Albums (OCC)          | 40     |
| US Billboard 200         | 21     |

| Xếp hạng                   | Vị trí |
| -------------------------- | ------ |
| Irish Female Albums (IRMA) | 30     |
| US Billboard 200           | 58     |

## Chứng nhận và doanh số
| Quốc gia | Chứng nhận  | Số đơn vị/doanh số chứng nhận |
| --- | ----------- | ----------------------------- |
| Argentina (CAPIF) | 3× Bạch kim | 120.000^                      |
| Úc (ARIA) | 7× Bạch kim | 490.000^                      |
| Áo (IFPI Áo) | Bạch kim    | 30.000*                       |
| Bỉ (BEA) | Vàng        | 25.000*                       |
| Brasil (Pro-Música Brasil) | 2× Bạch kim | 250.000*                      |
| Canada (Music Canada) | Kim cương   | 1.000.000^                    |
| Đan Mạch (IFPI Đan Mạch) | 3× Bạch kim | 60.000‡                       |
| Phần Lan (Musiikkituottajat) | Vàng        | 16,256                        |
| Pháp (SNEP) | Bạch kim    | 300.000*                      |
| Đức (BVMI) | 3× Vàng     | 750.000^                      |
| Hy Lạp (IFPI Hy Lạp) | Vàng        | 15.000^                       |
| Hungary (Mahasz) | Vàng        | 10.000^                       |
| Nhật Bản (RIAJ) | Million     | 1.300.000                     |
| Hà Lan (NVPI) | Bạch kim    | 80.000^                       |
| New Zealand (RMNZ) | 5× Bạch kim | 75.000^                       |
| Na Uy (IFPI) | Bạch kim    | 50.000*                       |
| Ba Lan (ZPAV) | Vàng        | 0*                            |
| Bồ Đào Nha (AFP) | Vàng        | 20.000^                       |
| Singapore (RIAS) | Vàng        | 5.000*                        |
| South Korea | —           | 209.459                       |
| Tây Ban Nha (PROMUSICAE) | Bạch kim    | 100.000^                      |
| Thụy Điển (GLF) | Bạch kim    | 60.000^                       |
| Thụy Sĩ (IFPI) | 2× Bạch kim | 80.000^                       |
| Anh Quốc (BPI) | 6× Bạch kim | 1,820,483                     |
| Hoa Kỳ (RIAA) | 7× Bạch kim | 7.000.000‡                    |
| Tổng hợp |             |                               |
| Châu Âu (IFPI) | 2× Bạch kim | 2.000.000*                    |
| Toàn thế giới | —           | 16.000.000                    |
| * Chứng nhận dựa theo doanh số tiêu thụ. ^ Chứng nhận dựa theo doanh số nhập hàng. ‡ Chứng nhận dựa theo doanh số tiêu thụ và phát trực tuyến. |             |                               |